# Stazione di Randazzo (FS)
La stazione di Randazzo era la stazione terminale della linea ferroviaria Alcantara-Randazzo, chiusa nel 1994.
L'impianto si trovava in posizione semicentrale rispetto all'abitato, vicino alla stazione di Randazzo della ferrovia Circumetnea.

## Storia

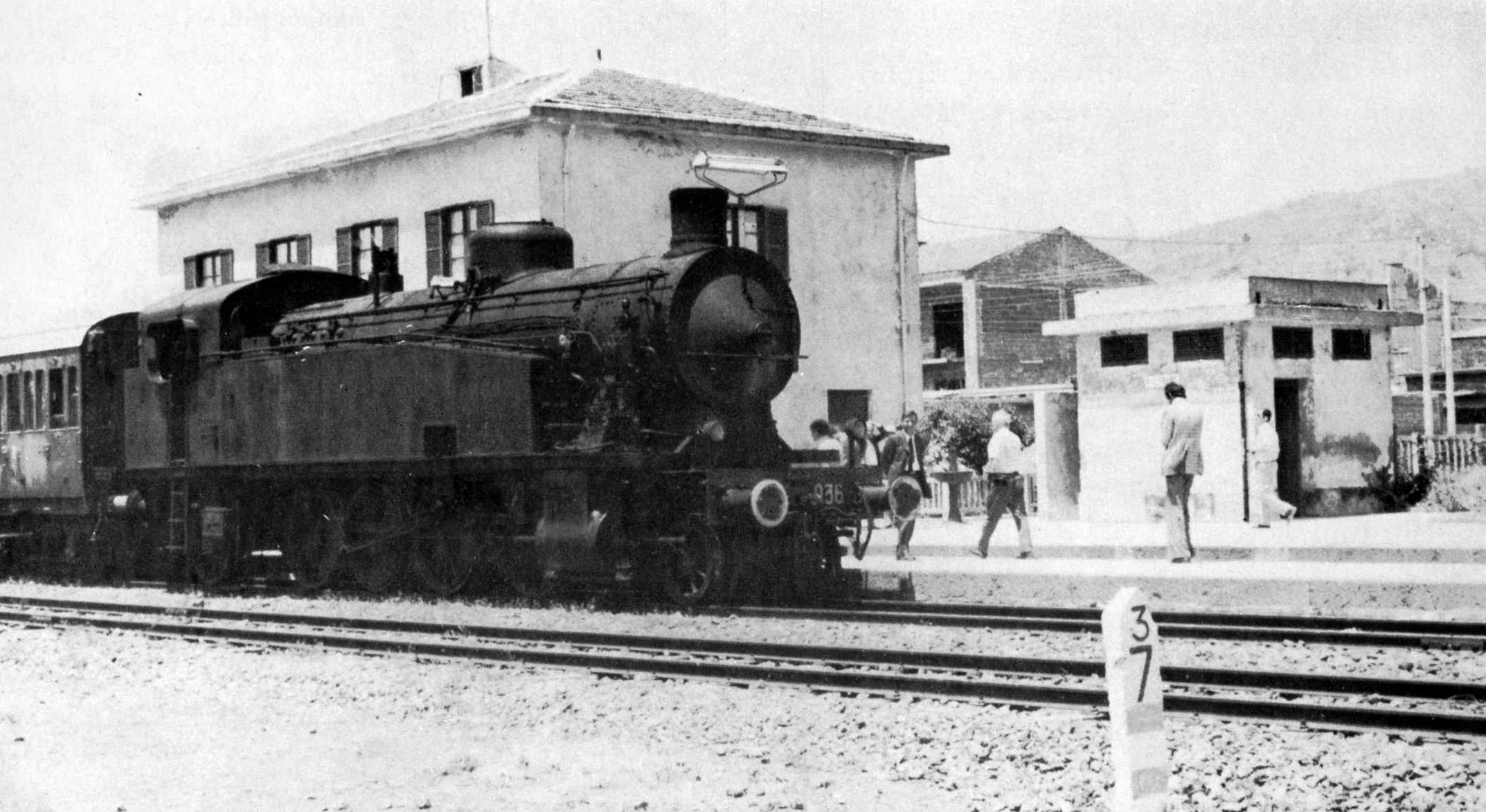
La locomotiva a vapore FS Gr.940.036 al traino di un treno passeggeri alla stazione di Randazzo, durante gli anni sessanta.

La stazione venne costruita nell'ambito del farraginoso progetto di costruzione di ferrovie messo in atto intorno alla seconda metà degli anni settanta del XIX secolo, in Sicilia, con lo scopo principale di connettersi al bacino zolfifero di Leonforte e di collegare contemporaneamente il centro e le zone produttive del comprensorio pedemontano etneo/peloritano con la città di Messina e con il suo porto. Il progetto abortì per buona parte ma quello che venne realizzato in estremo ritardo, iniziato nel 1928, ebbe termine a causa della seconda guerra mondiale e la linea fu aperta dietro forte pressione popolare solo nel 1956. Nonostante la linea ferrata in arrivo si affiancasse a quella della ferrovia Circumetnea in arrivo nella propria stazione le due vennero sempre tenute separate e senza alcun collegamento, ostacolando di fatto l'interscambio di viaggiatori.
Nel 1994 la circolazione sulla linea venne sospesa per lavori di ammodernamento e venne disposto il definitivo impresenziamento di tutte le stazioni della linea compresa quella terminale di Randazzo istituendo il regime di circolazione a spola. La linea tuttavia non fu più riaperta (eccetto che per qualche sporadico treno amatoriale). Nel 2002 fu emanato il provvedimento definitivo di chiusura e presentata, il 1º agosto dello stesso anno, al ministero, una dichiarazione di rinuncia alla concessione dell'esercizio della linea.
Un preliminare di accordo che prevedeva il passaggio degli impianti alla FCE venne firmato nel 2004 ma rimase privo di seguito. L'11 novembre del 2011, facendo seguito all'istanza presentata dall'amministratore delegato di RFI e sentiti i pareri del Ministero della difesa, del Ministero dell'Economia e delle Finanze e avuta la riconferma del proposito di rinuncia da parte di RFI, con nota del 12 settembre 2011, il Ministro delle infrastrutture e dei trasporti Altero Matteoli emanò il DM 389 con cui veniva autorizzata la dismissione definitiva della linea e della stazione.
Da qualche tempo, quasi tutte le strutture, come la rimessa delle locomotive e l'alloggio del personale, sono state murate; inoltre è stata murata anche l'entrata principale.

## Caratteristiche

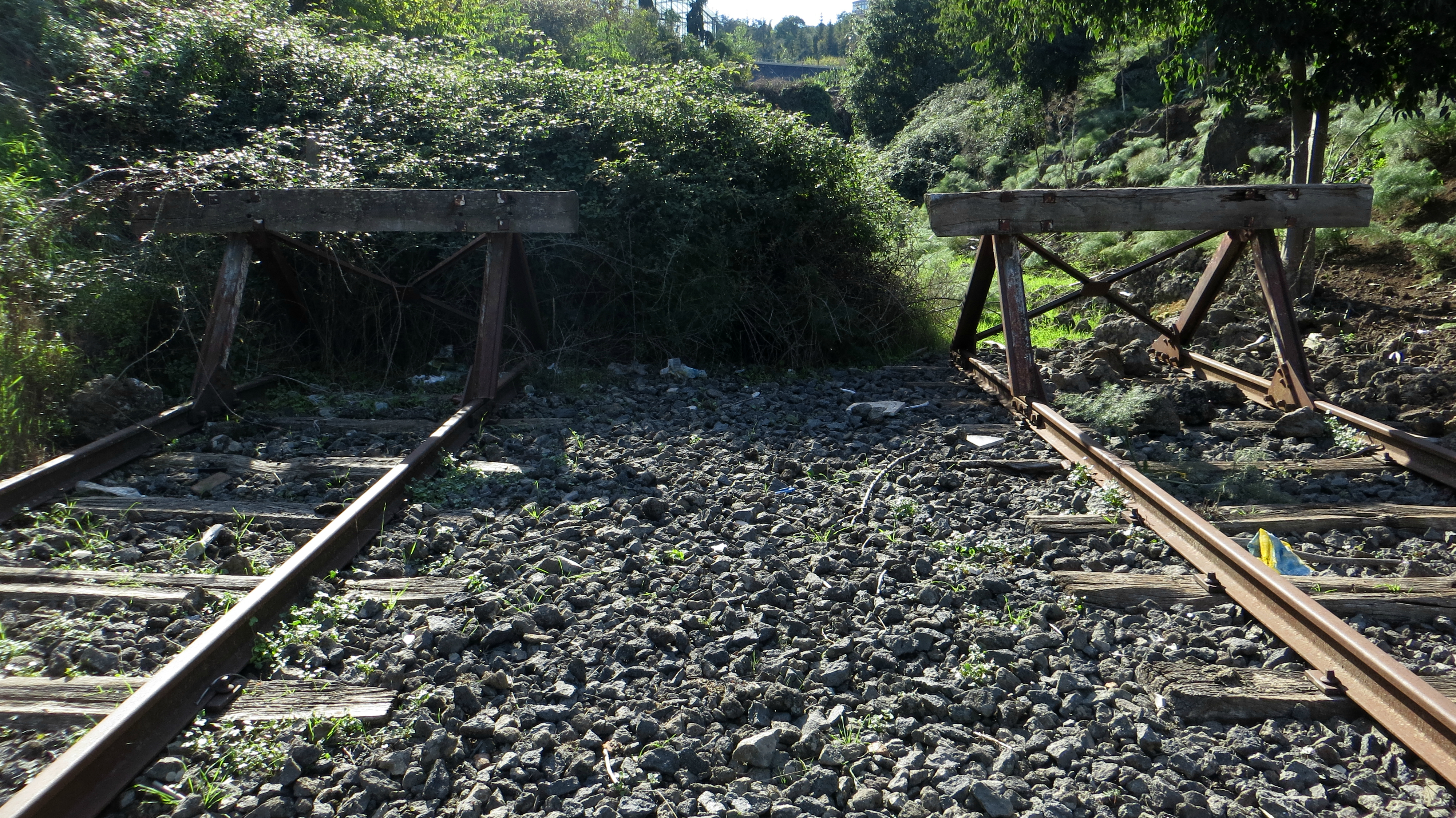
Il capolinea della tratta ferroviaria, la quale avrebbe dovuto proseguire verso Nicosia, congiungendosi così con la Ferrovia Motta Sant'Anastasia-Regalbuto.

Il fabbricato di stazione, ancora esistente, è di costruzione massiccia a due elevazioni, di forma classica del periodo tra le due guerre. Il piazzale disponeva di due binari specializzati per il servizio viaggiatori e un fascio merci. Il tutto era predisposto per essere passante ma terminava su paraurti perché la linea non venne più proseguita. Sul lato a nord-ovest della stazione era presente il fascio merci di ricovero e carico/scarico con piano caricatore. Fino agli inizi degli anni ottanta quest'ultimo veniva utilizzato durante i periodi in cui si effettuavano i treni della transumanza per il carico delle mandrie e delle greggi che salivano o tornavano dai pascoli montani. Di fronte al fabbricato viaggiatori, a sud-est si trovava una rimessa locomotive a due binari con fossa da visita coperta, utilissima nel periodo invernale dato che a Randazzo in inverno a volte cade la neve e il clima di notte è molto rigido, e annesso un piccolo dormitorio per il personale viaggiante.

## Servizi
La stazione era dotata di:
- Biglietteria a sportello;
- Sala d'attesa;
- Servizi igienici.

## Interscambi
- La vicina stazione di Randazzo FCE era il punto di interscambio con le linee extraurbane della stessa FCE.